# Assayech (Syrie)
Pour les articles homonymes, voir Assayech.

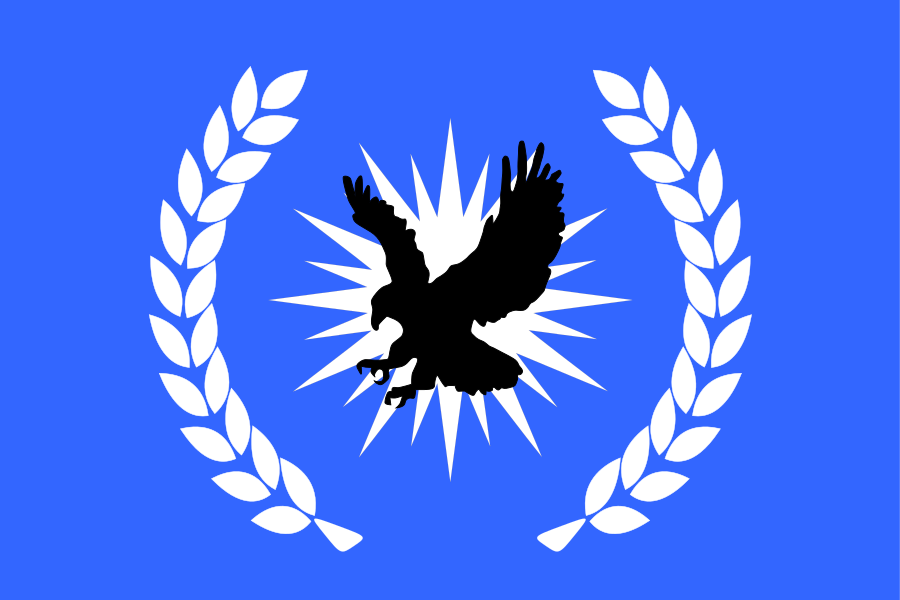
Drapeau des Assayech.

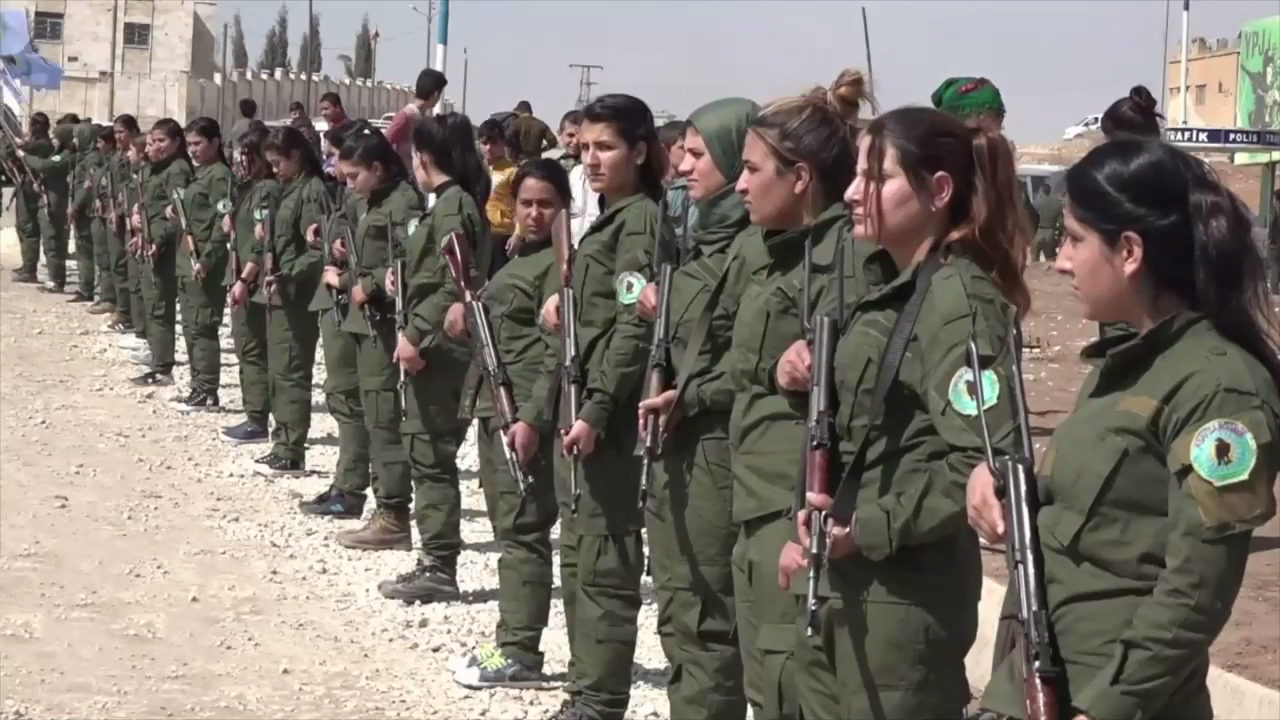
Des Assayech en 2017.

Les Assayech sont des forces de sécurité et de police du Rojava. En Syrie, ces forces sont liées au PYD. Elles sont formées en 2012 lors de la guerre civile syrienne.